# Lycopodioides pennula
Lycopodioides pennula là một loài dương xỉ trong họ Selaginellaceae. Loài này được Kuntze mô tả khoa học đầu tiên năm 1891.
Danh pháp khoa học của loài này chưa được làm sáng tỏ. 